# Sorvetão

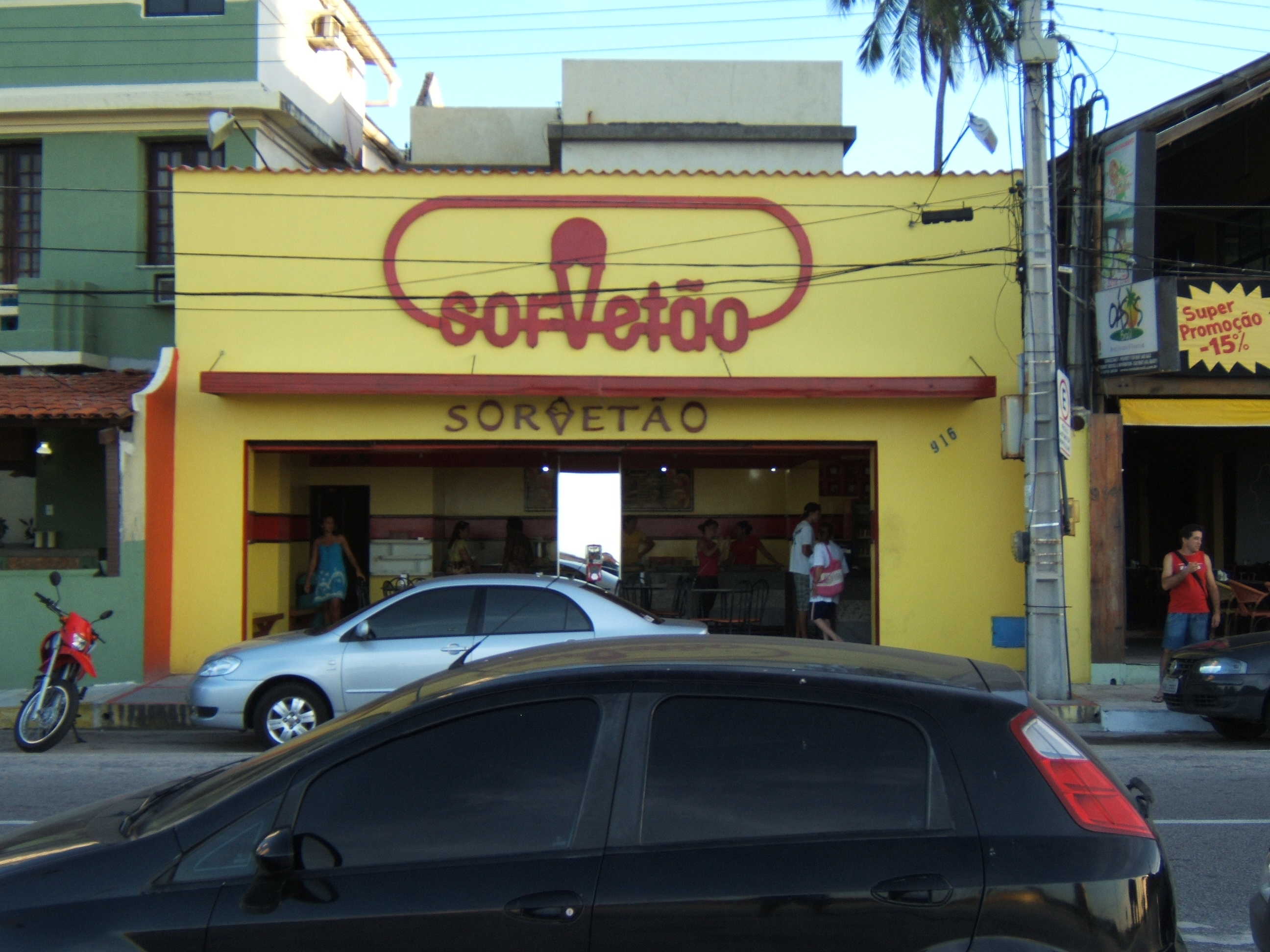
Sorvetão na Iracema

Sorvetão é uma sorveteria cearense famosa pela sua qualidade e diversidade de sabores. Ela possui duas filiais em Fortaleza, Messejana e Praia de Iracema, três em Iguatu e mais quatro em Acopiara, Catarina, Icó e Cedro. Sua matriz está localizada na Cidade dos Funcionários e seus. O sorvete é vendido no peso, ou em bola. Sendo na matriz os preços mais em conta.